# Nea Iraklitsa
Nea Iraklitsa (gr. Νέα Ηρακλίτσα) – wieś w północno-wschodniej Grecji, w administracji zdecentralizowanej Macedonia-Tracja, w regionie Macedonia Wschodnia i Tracja, w jednostce regionalnej Kawala, w gminie Pangeo. W 2011 roku liczyła 1560 mieszkańców.
Nea Iraklitsa została utworzona przez uchodźców z Tracji Wschodniej w 1924 roku.
We wsi znajduje się mały port i liczne tawerny. Na plaży można znaleźć wiele barów oraz boisko do siatkówki plażowej. Plaża w Nea Iraklitsa została wyróżniona Błękitną Flagą w 2007 roku i jest uważana za jedną z najlepszych w regionie Kawala. Znajdują się tam również parkingi, klub żeglarski oraz kort do tenisa 5x5.
Jedną z głównych atrakcji jest kościół Panajii (Panajia to odpowiednik imienia Maria - matki Jezusa) z cudownym obrazem, który według tradycji został namalowany przez Ewangelistę Łukasza.